# Гералтовице (гмина)
Гералтовице (пол. Gierałtowice) — сельская гмина (волость) в Польше, входит как административная единица в Гливицкий повет, Силезское воеводство. Население — 10 698 человек (на 2004 год).

## Демография
| Перепись                       | Всего   | Всего | Женщины | Женщины | Мужчины | Мужчины |
| ------------------------------ | ------- | ----- | ------- | ------- | ------- | ------- |
| Единицы                        | человек | %     | человек | %       | человек | %       |
| Население                      | 10 698  | 100   | 5486    | 51,3    | 5212    | 48,7    |
| Плотность населения (чел./км²) | 274,3   | 274,3 | 140,7   | 140,7   | 133,6   | 133,6   |

## Солецтва
1. Гералтовице — центр гмины
2. Панювки
3. Пшишовице — известно расправой над мирными жителями села, совершенной 27 января 1945 года солдатами Красной армии.
4. Худув